# Canale 51
Canale 51 è stata una televisione locale, operativa dal 1977 (dal luglio in via sperimentale e dal 9 ottobre in via definitiva) di proprietà del Gruppo Peruzzo, il quale era presente nel settore televisivo fin dall'anno precedente con l'emittente cittadina Milano TV. Canale 51, che con le sue trasmissioni arrivò a coprire tutto il nord Italia, nel 1983 confluì in Rete A, rete che tramite la fusione di diverse emittenti locali ottenne la diffusione delle trasmissioni sull'intero territorio nazionale.

## L'occupazione del Canale UHF 51
Da poco tempo la Corte costituzionale aveva stabilito la liceità delle televisioni private purché operassero in ambito locale, ma il quadro normativo rimaneva molto confuso. Canale 51 divenne  famosa per una delle sentenze con cui, in assenza di norme giuridiche chiare, la magistratura cercò di disciplinare la materia.
La società Noveco infatti aveva "occupato" il canale 51 con un proprio monoscopio, continuando a trasmetterlo pressoché ininterrottamente dal gennaio 1977 salvo i periodi di manutenzione degli impianti. Verso la fine del 1977 la società Telelibera del gruppo Peruzzo iniziò a trasmettere programmi regolari e presentò istanze per far cessare le turbative del segnale operate dalla Noveco.
Il tribunale di Milano sentenziò che la Noveco, pur "prenotando" il canale tramite la diffusione del monoscopio, all'inizio delle trasmissioni da parte del gruppo Peruzzo alcuni mesi dopo non aveva ancora predisposto i mezzi per realizzare delle teletrasmissioni vere e proprie, dando quindi ragione ai proprietari di Canale 51.
[...]
Dalla stessa normativa dell’appellante si evince senza ombra di dubbio che essa, pur avendo iniziato nel gennaio 1977 a trasmettere il suo monoscopio sul canale 51, alla fine del 1978, quando gli appellati si sono inseriti sullo stesso canale dando inizio alla trasmissione continuativa dei loro programmi, non era ancora pervenuta al risultato di far venire ad esistenza una vera e propria unità operativa per la trasmissione di programmi televisivi: l’appellante tutt’al più aveva portato a compimento l’installazione delle attrezzature potenziate idonee a consentire la trasmissione via etere di un segnale fisso, ma non aveva ancora organizzato tutto ciò che è necessario per dare vita alla formazione di programmi da fare oggetto di trasmissione con carattere di continuità. Conseguentemente, quando i convenuti hanno iniziato le loro trasmissioni sul canale 51 non si era instaurata alcuna relazione possessoria fra tale canale e l’impresa o l’azienda dell’appellante per la ragione assorbente che quest’ultima in quel momento non vantava la titolarità né di una azienda né di un’impresa televisiva.»
(Sentenza Tribunale di Milano - 19 ottobre 1978 - Canale 51)